# کتی کینگ-کراولی
کتی کینگ-کراولی (انگلیسی: Katie King-Crowley؛ زادهٔ ۲۴ مه ۱۹۷۵) بازیکن هاکی روی یخ اهل ایالات متحده آمریکا بود. او در مسابقات کشوری و بین‌المللی در مجموع برندهٔ ۲ مدال طلا، ۶ مدال نقره، ۱ مدال برنز شده‌است.